# Kate Daudy
Katherine Mary „Kate“ Daudy (* 1970) ist eine britische Künstlerin; sie schafft Installationen, Arbeiten in Mixed Media und  Schrift, Performances und Skulpturen.

## Leben
Katherine Mary Viggers wuchs in London auf und studierte Sinologie in Paris. Sie ist mit dem französischen Bankier Clément Daudy verheiratet. Das Paar hat drei Kinder und lebt in London.

## Werk

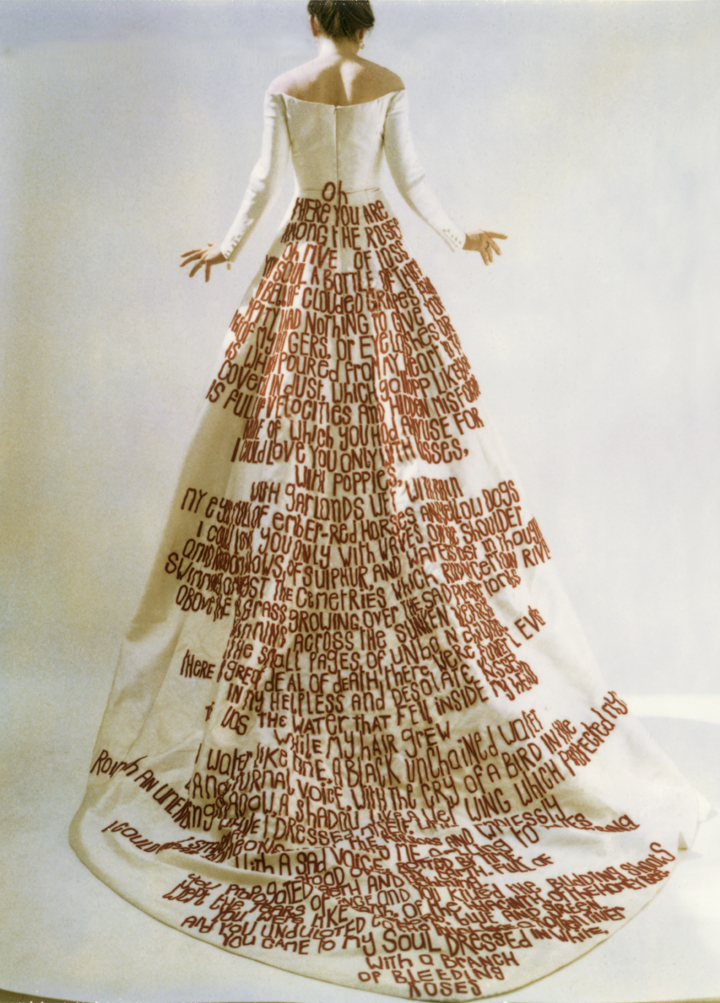
Hochzeitskleid von Kate Daudy

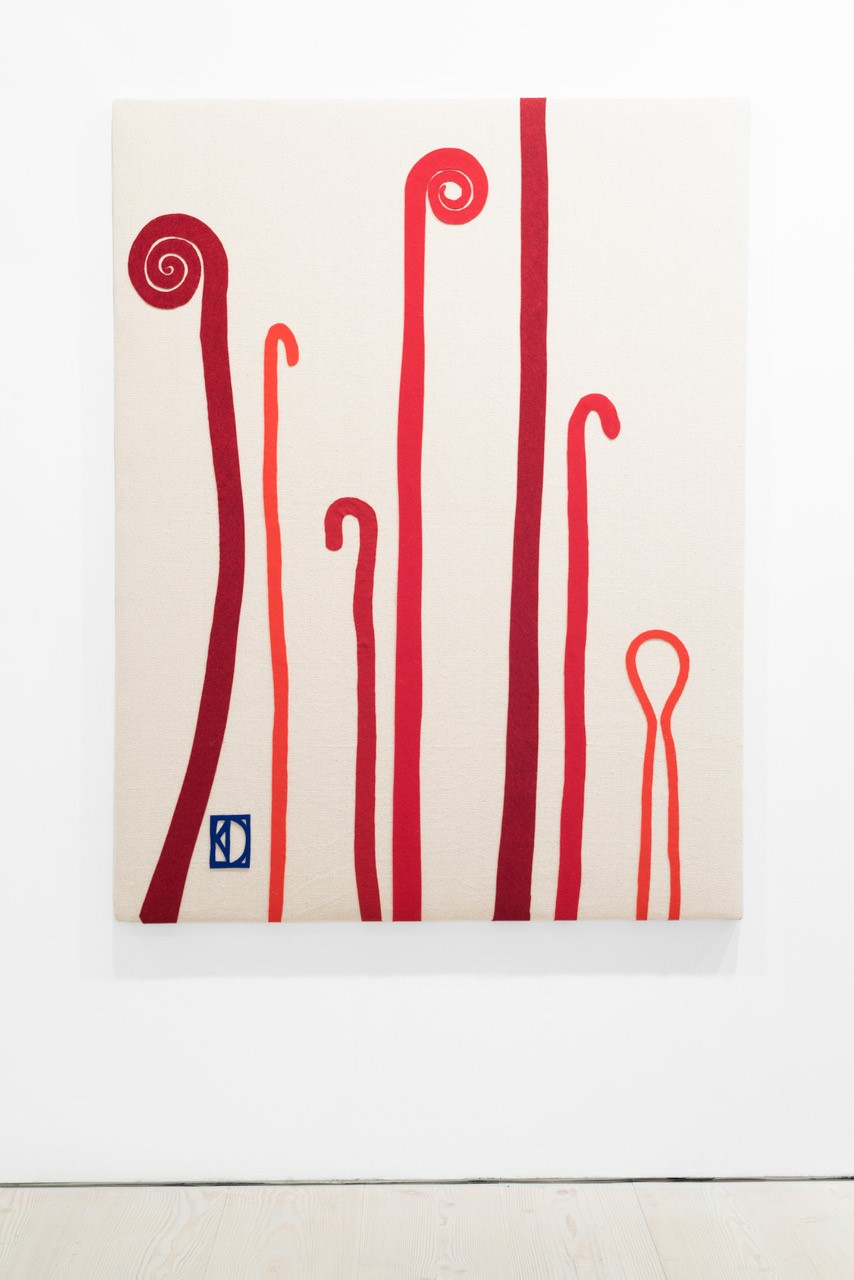
I felt that What I Could not See or Record Would Cease to Exist

Daudy schafft schriftliche Interventionen, meist im öffentlichen Raum in der Natur, an Wänden und mit Stoffen. Sie interessiert sich für Kalligraphie und chinesischer Philosophie und arbeitet in diversen Medien. Kommunikation und Verbindung sind die wichtigsten Konzepte, die sie in ihrer Arbeit berücksichtigt.
Ihre erste Ausstellung „Written in Water“ (2009) mit Grant White in der Galerie Poliakoff in Paris untersuchte sie Erinnerungen, die mit Kleidungsstücken verbunden sind, und beschriftete diese mit Gedichten, die ihre Identität widerspiegelten. Astronauts of Inner Space (2016) war eine Zusammenarbeit mit der italienischen Designerin Paola Petrobelli und dem Schweizer Klangkünstler Philippe Ciompi. Im Jahr 2018 beauftragte sie der Evening Standard mit einem Leitartikel über den Kampf gegen Ungerechtigkeit mit dem Titel „Why Asking Questions Matters“ und der Arts Council England mit der Gestaltung eines stadtweiten Installationsprogramms in Manchester mit dem Titel „We Can Talk About It In The Car“. 
Ab November 2019 wurde Daudy von der Saatchi Gallery in London als eine von zwei Artists-in-Residence ernannt, mit dem Auftrag, auf die Ausstellung „Tutanchamun: Treasures of the Golden Pharaoh“ zu reagieren. Daudy arbeitete mit der Universität Oxford und dem British Museum zusammen, um eine zeitgenössische Antwort auf diese Ausstellung zu realisieren. Durch die Kombination von Text und Zeichnungen, die das Erhabene des Alltäglichen in Verbindung mit ihrer eingehenden Beschäftigung mit religiösen Texten während der Pandemie betrachten, schuf Daudy eine Online-Ausstellung und ein im April 2021 veröffentlichtes Buch mit dem Titel „I Knew You Would Come Back To Me“. Novoselov und Daudy realisierten 2021 eine gemeinsame Arbeit, die die reale und die virtuelle Welt mit einer Reihe von generativen Arbeiten verband, unter anderem mit Häkelelementen in Bäumen.

## Ausstellungen (Auswahl)
- 2021: It Wasn’t That At All: A contemporary response to The Golden Treasure of Tutankhamun, Saatchi Gallery, London
- 2021: The Fifth Order Of Chaos with Prof Kostya Novoselov, Art For The Future Biennale, Moskau
- 2022: Caja Granada Cultural Center, Granada
- 2022: Punctum (Future Nostalgia), National Geological History Museum, Meteora
- 2022: Am I My Brother’s Keeper, St. Paul’s Cathedral, London; Manchester Art Gallery, Manchester; Manifesta, Palermo, Spain.

## Rezeption
Daudy wurde 2019 von The Standard in die Liste der einflussreichsten Menschen Londons aufgenommen. Im Jahr 2022 nominierte sie Louis Vuitton als einen von 200 „Visionären“ in einer globalen Kampagne.